# Centaurea caroli-henrici
Centaurea caroli-henrici — вид квіткових рослин айстрових (Asteraceae). Ендемік Вірменії.